# August Hlond

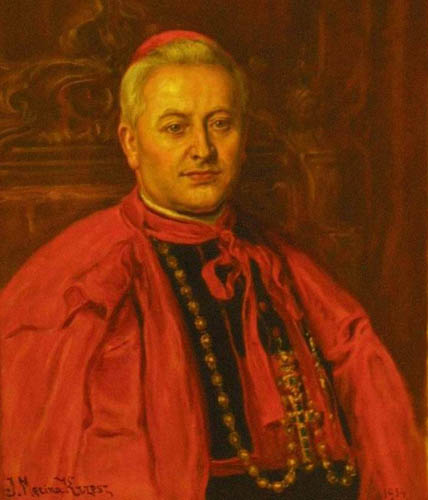
Kardinal August Hlond (Ölgemälde von Józef Męcina-Krzesz, 1934)

Wappen August Hlonds als Erzbischof von Gnesen und Warschau (1946–1948)

Wappen August Hlonds als Erzbischof von Gnesen und Posen (1926–1946)

Wappen August Hlonds als Bischof von Kattowitz (1925–1926)

August Kardinal Hlond SDB (* 5. Juli 1881 in Brzenskowitz (polnisch Brzęczkowice) bei Myslowitz in Oberschlesien, Deutsches Reich; † 22. Oktober 1948 in Warschau) war ein polnischer Geistlicher. Er war ab 1925 Bischof von Kattowitz, seit 1926 Erzbischof von Gnesen sowie Primas von Polen und Erzbischof von Posen, ab 1927 Kardinalpriester, seit 1946 auch Erzbischof von Warschau.

## Leben
August Hlond stammte aus einer polnischen Arbeiterfamilie. Nach dem Besuch der Salesianerschule trat er 1896 in die Ordensgemeinschaft der Salesianer Don Boscos ein, die ihn als Stipendiat nach Rom sandte. 1899 schloss er das Studium an der Päpstlichen Universität Gregoriana mit einer Promotion in Philosophie ab.
Von 1900 bis 1909 arbeitete Hlond, der am 23. September 1905 von Weihbischof Anatol Nowak in Krakau die Priesterweihe empfangen hatte, als Lehrer und Direktor der Salesianerschulen in Auschwitz, Krakau, Przemyśl und Lemberg. 1909 wurde er Direktor des im Aufbau befindlichen Salesianerhauses in Wien. 1914 organisierte er die Gründung der Ordensniederlassung mit dem Don-Bosco-Gymnasium in Unterwaltersdorf in Niederösterreich. 1916 war er an den Verhandlungen beteiligt, die zur Gründung einer Salesianerniederlassung in Würzburg – der ersten Niederlassung des Ordens im heutigen Deutschland – führten.
Nachdem er 1919 zum Provinzial der Ordensprovinz Deutschland-Österreich-Ungarn berufen worden war, lernte er Achille Ratti, den späteren Papst Pius XI., kennen, der viel zum kirchlichen Werdegang Hlonds beitrug.
Nach der Angliederung von Ost-Oberschlesien an das wiederentstandene Polen wurde Hlond 1922 Apostolischer Administrator der neu eingerichteten Administratur des späteren Bistums Kattowitz, dessen erster Bischof er am 14. Dezember 1925 wurde. Die Bischofsweihe empfing er am 3. Januar 1926 durch Aleksander Kakowski, den Erzbischof von Warschau; Mitkonsekratoren waren der Bischof von Przemyśl, Anatol Nowak, und der Weihbischof von Gnesen-Posen, Stanisław Kostka Łukomski.
Als bischöflichen Wahlspruch übernahm er den Wappenspruch der salesianischen Ordensgemeinschaft: „Da mihi animas, cetera tolle“ („Gib mir Seelen, alles andere nimm“).
Am 24. Juni 1926 ernannte ihn Papst Pius XI. zum Erzbischof von Posen und Gnesen, wodurch er auch Primas von Polen wurde. Schon ein Jahr später, am 20. Juni 1927, berief ihn der Papst als Kardinalpriester mit der Titelkirche Santa Maria della Pace in das Kardinalskollegium.
Als Primas von Polen engagierte sich Hlond für den Aufbau der 1930 gegründeten Polnischen Katholischen Aktion.
Nach Kriegsausbruch 1939 floh Hlond über Rumänien in die Vatikanstadt, wo er sich für seine von der deutschen und der sowjetischen Armee besetzte Heimat engagierte. Seine Berichte über die Verfolgungen und den Völkermord durch die Nationalsozialisten wurden von Radio Vatikan ausgestrahlt und sind in den Berichten der polnischen Regierung für das Nürnberger Tribunal enthalten.
Auf Druck der mit dem nationalsozialistischen Deutschland verbündeten italienischen Regierung unter Mussolini wurde Hlond bald aus Rom abgeschoben und verbrachte die Jahre 1940 bis 1944 in Lourdes, Vichy-Frankreich. Schließlich wurde er von der Gestapo nach Bar-le-Duc und in das Franziskanerkloster Wiedenbrück interniert, wo er am 1. April 1945 von der US Army befreit wurde. Am 24. April 1945 gelangte er über Paris nach Rom. Am 20. Juli 1945 kehrte er nach Posen zurück.
Nach der Aufteilung der Erzdiözese Gnesen-Posen wurde Hlond 1946 zum Erzbischof von Gnesen-Warschau ernannt. Aus seinen posthum veröffentlichten Aufzeichnungen während der Kriegsjahre geht hervor, dass er als Staatsform eines künftigen Polens eine „katholische Monarchie“ anstrebte. Das neue Polen solle „nicht den Fehler der Vereinnahmung der Politik durch die Parteien (upartyjnienia polityki) wiederholen“.

## Kontroversen

### Antijudaismus
In einem Hirtenbrief unter dem Titel „Über die katholischen moralischen Grundsätze“ (O katolickie zasady moralne) führte Hlond 1936 aus: „Es ist eine Tatsache, dass die Juden die katholische Kirche bekämpfen, sie ergehen sich in Freimaurertum, sie stellen die Avantgarde der Gottlosigkeit und der bolschewistischen Bewegung und umstürzlerischer Aktionen dar. Es ist eine Tatsache, dass der jüdische Einfluss auf die allgemeine Sittlichkeit negativ ist, und ihre Verlage propagieren die Pornographie. Es entspricht der Wahrheit, dass Juden Betrügereien begehen, Wucher und Menschenhandel (handel żywym towarem) treiben.“ Weiter hieß es in dem Hirtenbrief: „Aber seien wir gerecht! Nicht alle Juden sind so.“
Nach Auffassung polnischer Historiker hat Hlond sich in dem Hirtenbrief aber auch deutlich von den Nürnberger Rassegesetzen der deutschen Nationalsozialisten distanziert: „Die aus dem Ausland importierte eindeutig antisemitische Haltung (…) ist unvereinbar mit der katholischen Ethik.“ Allerdings rief er seine Landsleute dazu auf, „jüdische Geschäfte und jüdische Stände auf dem Jahrmarkt zu meiden“ (omijać żydowskie sklepy i stragany żydowskie na jarmarku). Doch sei es verboten, „über Juden herzufallen, sie zu schlagen, zu verstümmeln und anzuschwärzen“. (Nie wolno na żydów napadać, bić ich, kaleczyć, oczerniać.)
Hlond verfasste gemeinsam mit dem Warschauer Erzbischof Aleksander Kakowski eine Denkschrift, in der es als Aufgabe der Kirche bezeichnet ist, die polnische Jugend davor zu bewahren, dass sie „verjude“ (zżydziało). In einem gemeinsamen Schreiben an das Ministerium für religiöse Bekenntnisse und öffentliche Bildung beschwerten sich beide Bischöfe, dass „jüdische Lehrer nicht positiv auf das Kind im Geiste der katholischen Moral einwirken“.
1946 bezeichnete Hlond in einem Brief an Pius XII. die neuen polnischen Behörden in Breslau als die „am rötesten und am stärksten verjudet in ganz Polen“. Im selben Jahr lehnte er es ab, den Pogrom von Kielce (1946) zu verurteilen.

### Oder-Neiße-Gebiete
Am 8. Juli 1945 händigte Domenico Tardini Hlond im Vatikan eine Vollmacht der Heiligen Kongregation für außerordentliche Angelegenheiten aus, laut der er beauftragt war, Administratoren für vakante Bischofssitze „auf dem gesamten polnischen Gebiet“ (in tutto il territorio polacco) zu ernennen. Unter Berufung auf diese Vollmacht bereiste Hlond, eskortiert von polnischem Militär, Anfang August 1945 die deutschen Ostgebiete, um die zurückgebliebenen Bischöfe und ihre Vertreter zur Abdankung zu drängen.
So wurden beispielsweise die deutschen Bischöfe Maximilian Kaller von Ermland, Carl Maria Splett von Danzig und Joseph Martin Nathan, der das Amt des Generalvikars des im preußischen Schlesien liegenden Generalvikariats Branitz des Erzbistums Olmütz bekleidete, von Hlond aus ihren Diözesen entfernt. Er legte eine (gefälschte) Vollmacht des Heiligen Stuhls vor, die darauf hinwies, dass die Jurisdiktionsbefugnisse des Generalvikars, Bischof Nathan, für die ihm unterstellten kirchlichen Gebiete zum 31. August 1945 erlöschen würden. Eigenmächtig ernannte er zudem in den kirchenrechtlich nach wie vor deutschen Bistümern polnische Administratoren und verlangte vom gewählten Breslauer Kapitularvikar Ferdinand Piontek den freiwilligen Amtsverzicht (Resignation). Hlond behauptete gegenüber den deutschen Geistlichen wahrheitswidrig, dass die Rücktrittsschreiben im Vatikan aufgesetzt worden seien.
Der im Auftrag des Breslauer Domkapitels wenig später nach Rom gelangte Priester Johannes Kaps berichtete Papst Pius XII. von der Lage der deutschen Katholiken im unter polnischer Verwaltung stehenden Breslau. Laut dem Bericht Kaps’ verhehlte der Papst nicht seine Verwunderung darüber, dass Hlond polnische Priester zu Apostolischen Administratoren für die deutschen Ostgebiete ernannt hatte, die völkerrechtlich nach wie vor Bestandteil des Deutschen Reichs waren und dessen Diözesangrenzen durch Konkordate abgesichert waren. Hlond gab 1946 in einem Schreiben an Pius XII. zu, dass er irrtümlicherweise seine Vollmachten zu weit interpretiert habe. Angesichts der Lage habe er keine andere Wahl gehabt, als polnische Administratoren einzusetzen. Denn der deutsche Klerus sei in „Handlungsunfähigkeit versunken“ gewesen, die neuen polnischen Behörden, bestehend „zumeist aus Kommunisten, ungebildeten Menschen und rachsüchtigen Juden“, hätten die deutschen Priester an der Ausübung ihrer seelsorgerischen Pflichten gehindert. Hlond unterstrich, dass er mit seinen Entscheidungen der „Häresie“ und dem „germanischen Protestantismus“ in den Oder-Neiße-Gebieten ein Ende bereitet habe. In der Tat wurden die zum Teil seit der Reformation bestehenden evangelischen Gotteshäuser zügig und ohne großes Federlesen re-katholisiert. Kardinal Hlond meldete dem Vatikan stolz: „Der Spuk des Luthertums östlich von Oder und Neiße ist beendet.“
Nach Auffassung deutscher Historiker hat der Brief Hlonds den Papst nicht überzeugt. Die von ihm eingesetzten Administratoren wurden in den Päpstlichen Jahrbüchern bis zur Ratifizierung des Warschauer Vertrags zwischen der Bundesrepublik Deutschland und der Volksrepublik Polen im Jahr 1972 nicht erwähnt. Pius XII. sprach sich 1948 für eine Rückkehr der deutschen Vertriebenen in ihre Heimatorte aus. Hlond sah sich daraufhin veranlasst, die polnischen Neusiedler zu beruhigen: „Lasst euch nicht täuschen und gebt dem Zweifel keinen Raum in eurer Seele, die Kirche könnte eine polnische Zukunft der wiedergewonnenen Gebiete in Frage stellen. Es gibt nämlich keine Raison, warum sich die Kirche für eine Verkleinerung Polens aussprechen sollte.“

## Seligsprechungsprozess
1992 wurde von polnischer Seite der diözesane Seligsprechungsprozess eröffnet, was von deutschen katholischen Publizisten ungewöhnlich heftig kritisiert wurde. Franz Scholz, Dozent für katholische Theologie in Fulda, gab ein „Hlondheft“ heraus, in dem er sich im Namen der deutschen Katholiken heftig gegen eine Seligsprechung August Hlonds aussprach. Der Jesuit Lothar Groppe sprach in einer Predigt vor Vertriebenen sogar von einem „Bestreben polnischer Kreise, eine der abstoßendsten Gestalten der Kirche in Polen […] zur Ehre der Altäre puschen zu wollen“. 1995 protestierte der Vorsitzende der deutschen Bischofskonferenz, der Mainzer Bischof Karl Lehmann, gegen die Bestrebungen, Hlond selig zu sprechen. Um die Kontroverse beizulegen, wurde eine „deutsch-polnische Historikerkommission zur Klärung offener Fragen bezüglich Kardinal Hlonds“ gegründet. Am 6. März 1998 wurden die diözesanen Akten geschlossen und nach Rom gesandt. 
Im März 2017 teilte die zuständige Kommission der Kongregation für die Selig- und Heiligsprechungsprozesse mit, dass sie die Positio super vita et virtutibus (deutsch: Darlegung über das Leben und die Tugenden), die zur Anerkennung eines heroischen Tugendgrades erforderliche Dokumentation, geprüft und gebilligt habe. Papst Franziskus erkannte ihm am 19. Mai 2018 den heroischen Tugendgrad zu.
Gegen den Seligsprechungsprozess protestierte 2018 das Komitee der Amerikanischen Juden sowie der britische Rabbiner David Rosen in einem Brief an den Kardinal Kurt Koch, den Vorsitzenden des Päpstlichen Rates zur Förderung der Einheit der Christen.